# Sexanymphon mirabilis
Sexanymphon mirabilis är en havsspindelart som beskrevs av Hedgpeth, J.W. och W.G. Fry 1964. Sexanymphon mirabilis ingår i släktet Sexanymphon och familjen Nymphonidae. Inga underarter finns listade i Catalogue of Life.